# Коммунистическая партия Индонезии
Коммунисти́ческая па́ртия Индоне́зии, КПИ (индон. Partai Komunis Indonesia, PKI) — политическая партия, существовавшая в Индонезии в 1920—1965 годах; под названием КПИ действовала с 1924 года. В первой половине 1960-х годов являлась крупнейшей неправящей компартией в мире.
Создана в период нидерландской колонизации Индонезии. На протяжении своей деятельности неоднократно запрещалась правительством, ведя подпольную работу. Организовала неудачные антиправительственные выступления 1926 и 1948 годов. Окончательно разгромлена и запрещена после попытки государственного переворота 30 сентября 1965 года. Многие члены партии в 1965—1966 годах были физически уничтожены, оставшиеся в живых впоследствии подверглись поражению в правах. Часть партийных структур некоторое время продолжала действовать в подполье и эмиграции. С конца 1990-х годов происходит постепенное смягчение правовых норм, действующих в отношении экс-коммунистов и членов их семей, однако воссоздание партии, как и любых других организаций коммунистического толка остается под запретом.

## Предыстория партии
Первой организацией социалистического толка на территории Индонезии (в тот период — Голландской Ост-Индии) стала Индийская социал-демократическая ассоциация, ИСДА (нидерл. Indische Sociaal-Democratische Vereeniging, ISDV), созданная в 1914 году голландским социал-демократом Хенком Сневлитом и объединившей несколько десятков проживавших в колонии членов нидерландских социалистических организаций — как голландцев, так и индонезийцев. Изначально Ассоциация находилась в подчинении Социал-демократической рабочей партии Нидерландов, однако практически сразу по инициативе последней ей была предоставлена полная организационная самостоятельность. В 1915 году ею стал издаваться журнал на голландском языке «Хет ври ворд» (нидерл. Het Vrije Woord — «Слова свободы»), в 1917 году — газета на индонезийском языке «Суара мердека» (индон. Soeara Merdeka — «Голос свободы»). В 1917 году из ассоциации вышло умеренное крыло, создавшее самостоятельную Индийскую социал-демократическую партию.

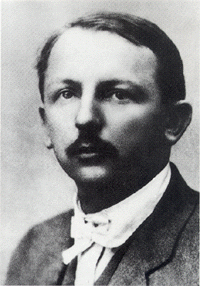
Хенк Сневлит — основатель Индийской социал-демократической ассоциации

Руководство ИСДА выступало за революционные методы борьбы с существующим порядком, считая конечной целью развитие независимой Индонезии по пути Советской России. Из сочувствовавших Ассоциации голландских и туземных солдат и матросов была сформирована «Красная Гвардия» численностью около 3000 человек. Красногвардейцы стали основной силой произошедшего в 1917 году восстания солдатов и матросов в Сурабае, где находилась главная база голландского военно-морского флота, в ходе которого восставшими были созданы Советы. Голландские власти подавили восстание. Руководители ИСДА, включая Сневлита, были высланы в Нидерланды, лидеры восставших солдат были приговорены к 40 годам заключения.
Тем временем, ИСДА заключило союз с мусульманской организацией Сарекат ислам; многие члены этой организации, привлечённые идеями Снеевлиета, вступили в «Сарекат ракьят» (индон. Sarekat Rakjat — Союз народа) — группировку внутри Сарекат ислам, в которой преобладали сторонники марксизма. ИСДА продолжила подпольную работу, начал выходить новый печатный орган движения — «Суара Ракьят» (индон. Soeara Rakjat — «Голос народа»). После ухода из ИСДА многих голландцев и вступления в него выходцев из Сарекат Ислам, индонезийцы стали составлять большинство в движении.

## Основание партии
23 мая 1920 года на съезде ИСДА в Семаранге было принято решения о переименовании движения в Индийскую коммунистическую ассоциацию (индон. Perserikatan Komunis di Hindia, PKH). Председателем был избран Семаун, вице-председателем — Дарсоно Нотосудирджо. Голландцы заняли посты секретаря и казначея, а также три из пяти мест в центральном комитете, несмотря на то, что составляли меньшинство в партии. В том же году партия вступила в Коминтерн, став первой азиатской партией — секцией III Интернационала. На II съезде Коминтерна КПИ представлял Снеевлиет.
На шестом конгрессе «Союза Ислама» в 1921 году от Снеевлиета потребовали прекратить вербовку членов партии в PKH. Агус Салим, организационный секретарь «Союза Ислама», предложил запретить для членов этой партии членство в других партиях. Несмотря на возражения со стороны Тана Малака и Семауна, это предложение было принято, что вынудило коммунистов сменить тактику. В то же время «Союз Ислама» принял решение дистанцироваться от коммунистов и сосредоточиться на религиозной и националистической пропаганде.
В конце 1921 года Семаун выехал в Россию для изучения опыта организации профсоюзов. В мае 1922 года он вернулся из России и начал работу по объединению индонезийских профсоюзов в единую организацию. 22 сентября такая организация была создана, она получила название Союз индийских организаций труда (индон. Persatuan Vakbonded Hindia).

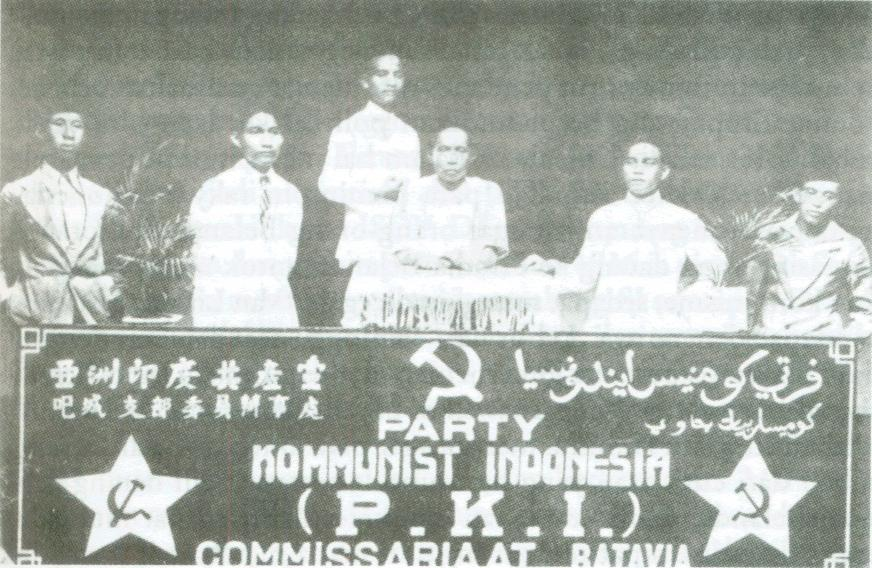
Митинг Коммунистической партии Индонезии в Батавии (современная Джакарта), 1925

На пятом конгрессе Коминтерна в 1924 году было подчёркнуто, что «приоритетной задачей для коммунистических партий является получение контроля над профсоюзами», без этого победа революции невозможна. Руководство PKH приняло решение усилить пропаганду идей партии среди членов профсоюзов, повысить дисциплину в партийных рядах и требовать провозглашения Советской республики Индонезия. В том же году название партии было изменено на «Коммунистическая партия Индонезии» (индон. Partai Komunis Indonesia, PKI).

## Восстание 1926 года и разгром партии
В мае 1925 года на пленарной сессии Центрального комитета Коминтерна индонезийские коммунисты получили указание сформировать антиимпериалистический фронт с местными националистическими организациями, но экстремисты во главе с Алимином и Муссо требовали немедленного начала революции с целью свержения голландского колониального господства. На конференции в Прамбанане (Центральная Ява) профсоюзы, находившиеся под контролем коммунистов, решили, что революция должна начаться забастовкой железнодорожных рабочих, которая будет сигналом к всеобщей забастовке и революционному восстанию.
Согласно плану, революция должна была начаться в Паданге, но голландские силы безопасности в начале 1926 года арестовали готовивших восстание членов КПИ, работавших в глубоком подполье. В результате раскола среди лидеров партии восстание было недостаточно хорошо спланировано. Тан Малака, работавший в то время представителем Коминтерна в Восточной Азии и Австралии, не был согласен с планом восстания, частично потому что КПИ, как он считал, пользовалась недостаточной поддержкой масс. В результате этих разногласий в июне 1926 года революция была отложена.
Однако произошли стихийные выступления в Батавии (ныне Джакарта), Паданге, Бантаме и Сурабае. В Батавии бунт был подавлен в течение одного-двух дней, за несколько следующих недель революционные выступления потерпели поражение по всей стране. В результате поражения революции 13000 человек было арестовано, 4500 заключено в тюрьмы, 1308 интернировано и 823 сослано в Дигул (Западная Новая Гвинея). Многие коммунисты погибли во время своего ареста. Множество активистов других партий было арестовано колониальными властями под предлогом борьбы с коммунистическим движением. В 1927 году партия была объявлена властями вне закона. Партия продолжала подпольную борьбу против голландцев, а позднее — против японцев. До японской оккупации Индонезии партия большой роли в политической жизни страны не играла.

## Восстановление и участие в освободительной борьбе
В первое время после разгрома КПИ у неё фактически не было лидеров — руководство партии находилось в заключении. В 1935 году лидер партии Мановара Муссо вернулся из Москвы, где находился в изгнании, в Индонезию для реорганизации коммунистического подполья. Партия возобновила работу среди членов профсоюзов, а также начала работу в Голландии среди индонезийских студентов-членов националистической организации индон. Perhimpunan Indonesia. Вскоре эта организация оказалась под контролем КПИ.
В годы японской оккупации Индонезии КПИ участвовала в антияпонской борьбе, а после изгнания японцев — в провозглашении независимости Индонезии.

## Партия в конце 1940-х годов
После капитуляции Японии КПИ восстановила своё влияние на индонезийской политической сцене, она активно участвовала в борьбе за независимость Индонезии от Нидерландов. Многие подразделения индонезийской армии находились под влиянием партии. Несмотря на то, что силы КПИ играли свою роль в борьбе против Нидерландов, президент Сукарно был обеспокоен ростом влияния коммунистов, что в конечном счёте угрожало его позициям. Кроме того, рост влияния КПИ беспокоил многих индонезийских правых, а также иностранные государства, в частности Соединённые Штаты Америки. Таким образом, отношения индонезийских коммунистов с другими силами, борющимися против голландского колониального господства, были напряжёнными.
Член Политбюро ЦК компартии Амир Шарифуддин занимал должности министра обороны (1945—1947), министра информации (1945—1946) и премьер-министра (1947).
В мае 1946 года новое правительство образовала коалиция Konsentrasi National, в которую входили Социалистическая партия, Народная молодёжь, Коммунистическая партия Индонезии, Мурба, Партия труда Индонезии и другие массовые организации.
В октябре 1946 года было расширено правительство, в новую правительственную коалицию, Sajap Kiri, выступавшую в поддержку Лиггадьятского соглашения с правительством Нидерландов, вошли Социалистическая партия, Коммунистическая партия Индонезии, Народная молодёжь и Партия труда Индонезии.
В феврале 1948 года КПИ, Социалистическая партия и Партия труда Индонезии образовали объединённый Народно-демократический фронт (индон. Front Demokrasi Rakjat, FDR), вскоре три партии слились. В это же время отряды движения «Народная молодёжь» (индон. Pemuda Rakjat) перешли под контроль КПИ, вскоре эта организация стала молодёжной секцией компартии. 11 августа 1948 года Муссо вернулся в Джакарту из СССР, где провёл 12 лет. Политбюро КПИ было реорганизовано, в него включены Дипа Нусантара Айдит, М. Х. Лукман и Ньото.
После подписания Ренвильского соглашения многие подразделения индонезийской республиканской армии вернулись в зоны голландско-индонезийского конфликта. Это дало правым уверенность, что им удастся противостоять отрядам КПИ. Партизанским отрядам и народной милиции, находившимся под влиянием КПИ, было приказано самораспуститься. В Мадиуне сторонники КПИ отказались разоружиться и были убиты в сентябре 1948 года, что вызвало восстание в городе. Мадиунские события были использованы как предлог для репрессий против компартии. Представители военных кругов заявили, что коммунисты планировали свергнуть президента Сукарно и провозгласить Советскую республику Индонезия во главе с Муссо (в качестве президента) и Амиром Шарифуддином (в качестве премьер-министра), хотя руководство КПИ осуждала беспорядки в Мадиуне и призывало к миру. Восстание было подавлено правительственными войсками, 30 сентября Мадиун был взят силами дивизии Силиванги. На компартию обрушились репрессии, несколько тысяч её членов были убиты, 36 000 были приговорены к тюремному заключению. Среди казнённых были и лидеры партии — в частности, Муссо, который, оказав вооружённое сопротивление, был убит 31 октября. Айдит и Лукман укрылись в Китайской Народной Республике. После Мадиунского восстания КПИ не была запрещена и продолжила свою деятельность, уже через год началась реконструкция партии.

## Партия в 1950-х годах
В 1950 году партия возобновила выход своих печатных органов — Harian Rakyat (Народная газета) и Bintang Merah (Красная звезда). Под влиянием Дипы Айдита, КПИ перешла на националистические позиции, поддерживая антиколониальную и антизападную политику президента Сукарно. У Айдита было множество сторонников, в их числе — лидеры партии Судисман, Лукман, Ньото и Сакирман. Во время руководства Айдита численность партии стала быстро расти: в 1950 году в партии была 35 000 членов, в 1954 — 165 000, в 1959 — 1,5 миллиона.
В 1951 году партия организовала ряд забастовок в Медане и Джакарте, которые вскоре были подавлены, руководство партии на короткое время ушло в подполье.
31 марта 1951 года Коммунистическая партия Индонезии вошла в состав Консультативной группы политических партий.

Перед парламентскими выборами 1955 года, партия одобрила сукарновский план «направляемой демократии», и позже активно поддерживала Сукарно. На выборах КПИ получила 6 176 914 голосов (16 %), заняв третье место.
В том же году состоялись выборы в Учредительное собрание, на них компартия получила 6 232 512 голосов (16, 47 %) и 80 мест, заняв четвёртое место среди политических партий страны.
В июле 1957 года офис компартии в Джакарте был забросан гранатами. В том же месяце партия победила на муниципальных выборах. В сентябре того же года исламистская партия Машуми потребовала запретить КПИ.
3 декабря 1957 года профсоюзы, находящиеся под значительным влиянием КПИ, начали устанавливать контроль над предприятиями, принадлежащими голландцам, с целью их последующей национализации. Борьба с иностранными капиталистами дала компартии возможность дистанцироваться от Национальной партии и проводить собственную политику.
В феврале 1958 года проамериканские силы организовали попытку переворота, в которой приняли участие часть вооружённых сил и правые лидеры. Мятежники, взявшие под свой контроль Суматру и Сулавеси, 15 февраля провозгласили создание Революционного правительства Республики Индонезия (индон. Pemerintah Revolusioner Republik Indonesia). По решению этого правительства были немедленно арестованы тысячи членов КПИ, поэтому компартия поддержала все меры Сукарно по подавлению восстания, включая объявление военного положения. В конечном итоге, восстание было подавлено.
В августе 1959 года военные попытались помешать проведению очередного съезда КПИ. Однако, съезд был проведён, как и было запланировано раннее.
В 1960 году Сукарно провозгласил лозунг Насаком — единство действий сторонников национализма (индон. Nasionalisme), исламизма (индон. Agama — религия) и коммунизма (индон. Komunisme). КПИ приветствовала появление этого лозунга, видя в нём предпосылки для создания фронта, объединяющего все основные силы на индонезийское политической сцене.

## Партия в 1960-х годах

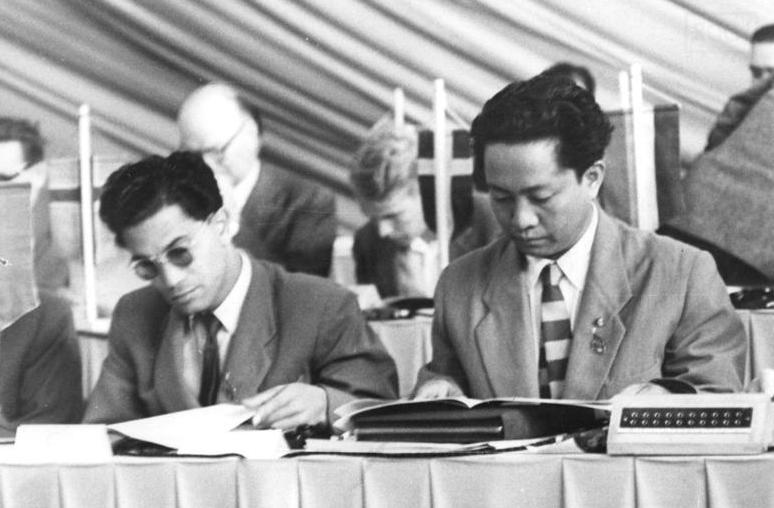
Дипа Айдит (справа) и Реванг на 5 съезде СЕПГ. Берлин, 11 июля 1958 г.

Несмотря на то, что КПИ поддерживала Сукарно, по многим вопросам у неё была своя позиция. В марте 1960 года партия осудила антидемократический проект бюджета, предложенный Сукарно. 8 июля в Harian Rakjat появилась статья с критикой правительства. После этого лидеры КПИ были арестованы армией, но вскоре их выпустили по приказу Сукарно.
С начала 1960-х годов в руководстве КПИ стали проявляться значительные тенденции маоизма. Руководство КПИ поддержало президента Индонезии Сукарно и его курс на сближение с КНР.
Когда у английских колониальных властей появилась идея создания Федерации Малайзии, КПИ и Коммунистическая партия Малайи совместно осудили её.
Поддержка народа и 3 миллиона членов в 1965 году делали партию крупнейшей неправящей компартией в мире, по численности она уступала только КПСС и КПК. Партия имела мощную поддержку в различных массовых организациях, таких как Всеиндонезийская центральная организация труда (индон. Sentral Organisasi Buruh Seluruh Indonesia, SOBSI), Народная молодёжь (индон. Pemuda Rakyat), Движение женщин Индонезии (индон. Gerakan Wanita Indonesia, GERWANI), Крестьянский фронт Индонезии (индон. Barisan Tani Indonesia, BTI), Общество народной культуры (индон. Lembaga Kebudayaan Rakyat, LEKRA) и Ассоциация учёных Индонезии (индон. Himpunan Sarjana Indonesia). В партии и её дочерних организациях состояло около одной пятой части всего населения Индонезии.
В марте 1962 года представители КПИ вошли в состав правительства, Айдит и Ньото были назначены министрами-консультантами без портфеля. В апреле был проведён съезд партии. В 1963 году правительства Малайзии, Индонезии и Филиппин вели переговоры о создании конфедерации Мафилиндо, идея которой была предложена филиппинским президентом Диосдао Макапагалом. КПИ не поддержала идею создания Мафилиндо, как и идею создания Федерации Малайзии. Боевые отряды КПИ проникли на территорию Малайзии для борьбы с британскими и австралийскими войсками. В основном они действовали на острове Борнео. Некоторые отряды были заброшены в Малайю, но большинство из них по прибытии было разгромлено.
В январе 1964 года по предложению КПИ была начата конфискация имущества, принадлежащего британским компаниям в Индонезии.
В середине 1960-х годов Государственный департамент США оценил численность индонезийской компартии приблизительно в 2 миллиона человек (3,8 % работающего населения страны).

## Разгром партии после событий 30 сентября 1965 года
Сукарно балансировал между КПИ, военными, националистами и исламистами. Рост влияния компартии беспокоил США и другие антикоммунистические силы Запада. Политическая и экономическая ситуация была крайне нестабильной: ежегодная инфляция превысила 600 процентов, уровень жизни индонезийцев резко упал.

Антикоммунистическая литература, вышедшая в середине 1960-х годов. Заголовки: 1. 40 дней поражению «Движения 30 сентября»; 2. «Движение 30 сентября» — попытка захвата власти; 3. Годовщина Лубанг-Буайя; 4. Попытка переворота в Индонезии, совершенная «Движением 30 сентября»; 5. Решающие мгновения: Предательство и подрывная деятельность «Движения 30 сентября»; 6. Клевета как средство КПИ в борьбе за власть; 7. Газета «Огонь»: Сокрушим НЕКОЛИМ (неоколониализм, колониализм и империализм) «Движения 30 сентября»; 8. Террор при государственном перевороте «Движения 30 сентября»

В декабре 1964 года Чаерул Салех, член партии Мурба (основанной бывшим лидером КПИ Таном Малака), заявил, что коммунисты готовят государственный переворот. В ответ КПИ потребовала от президента Сукарно запрета Мурбы; в начале 1965 года это требование было удовлетворено. В условиях индонезийско-малайзийского противостояния компартия говорила о «вооружённом народе», требуя организации народного ополчения. Бо́льшая часть армии выступала против; Сукарно сохранял нейтралитет. В июле около 2000 членов компартии начали военное обучение около авиабазы Халим. 8 сентября демонстранты-коммунисты начали двухдневную осаду консульства США в Сурабае. 14 сентября Айдит призвал членов партии к бдительности. 30 сентября Pemuda Rakjat и Gerwani организовали массовую демонстрацию в Джакарте против инфляции и кризиса.
В ночь с 30 сентября на 1 октября в Индонезии произошла попытка государственного переворота, ставшая известной как «Движение 30 сентября». Пять высокопоставленных руководителей сухопутными войсками (четыре генерала и лейтенант — адъютант командующего сухопутными войсками Абдула Насутиона) были похищены активистами подконтрольных КПИ молодёжных организаций и через несколько часов убиты в местечке Лубанг-Буайя под Джакартой. Заговорщики, поддержанные частью офицеров президентской охраны и штаба ВВС, объявили о переходе всей полноты власти в руки Революционного совета.
Большей части армейской верхушки удалось скрыться от восставших. Контроль над армией перешёл к генералу Сухарто, который за сутки подавил восстание. Военные обвинили КПИ в организации попытки государственного переворота и организовали антикоммунистическую пропагандистскую кампанию. Доказательства связи компартии с «Движением 30 сентября» были косвенными; существовало предположение, что восстание организовал сам Сухарто для захвата власти и организации расправы с КПИ. Вскоре по всей стране начались репрессии против коммунистов: около 500 000 членов партии (действительных и предполагаемых) были убиты, партия была фактически разгромлена. Генерал Сухарто отстранил Сукарно от власти и в 1968 году стал президентом страны.
2 октября авиабаза Халим вновь перешла под контроль армии. Harian Rakjat опубликовала статью в поддержку «Движения 30 сентября», что было истолковано антикоммунистическими силами как доказательство причастности компартии к мятежу. В то же время её руководство заявило, что мятеж 30 сентября — дело армейских кругов, а КПИ не имеет к нему никакого отношения. 6 октября кабинет Сукарно впервые собрался после мятежа; была принята резолюция, осуждающая «Движение 30 сентября». Сразу после заседания кабинета был арестован Ньото.
За два дня до этого была проведена массовая демонстрация в Джакарте с требованием запрета КПИ. В октябре была сожжена джакартская штаб-квартира КПИ. Исламистская организация Ансор (молодёжное крыло партии Нахдатул Улама), активисты молодёжного движения Молодёжь Панчасила, католические боевики KASBUL и PMKRI, мусульманские студенты HMI и PII начали террор против компартии на Яве. Уже к 18 октября около 100 членов КПИ были убиты.
Развернулось систематическое истребление индонезийских коммунистов. Основными структурами антикоммунистической кампании выступали индонезийская армия, прежде всего парашютно-десантное спецподазделение RPKAD полковника Сарво Эдди, мусульманский координационный центр, молодёжные союзы КАМИ Космаса Батубары и КАППИ Джулиуса Усмана—Хюсни Тамрина. В январе 1966 года антикоммунистические союзы выдвинули Три народных требования (TRITURA), первым из которых был запрет КПИ и идеологии коммунизма.
По различным оценкам в результате массовых репрессий против КПИ, было убито от 300 000 до миллиона индонезийцев ,, среди них было немало людей, не связанных с компартией и убитых по ошибке. Точная оценка последствий антикоммунистического террора невозможна из-за нехватки информации. Список лиц, подозреваемых в сотрудничестве с коммунистами, был предоставлен индонезийским военным ЦРУ. В отчёте ЦРУ события в Индонезии были оценены так: 

По срокам и числу убитых антикоммунистическая резня в Индонезии стоит на первом месте среди самых ужасных убийств XX века…— Kahin, George McT. and Kahin, Audrey R. Subversion as Foreign Policy: The Secret Eisenhower and Dulles Debacle in Indonesia. New York: The New Press, 1995
Журнал «Time» в статье от 17 декабря 1966 года так охарактеризовал сложившееся в Индонезии положение: 

Коммунисты и сочувствующие им лица, а также члены их семей уничтожаются тысячами. Армейское руководство сообщает о казни множества коммунистов в отдалённых тюрьмах после допроса. Вооружённые парангами — ножами с широким лезвием, мусульманские фанатики подползают к домам коммунистов, убивают всю семью и закапывают тела в неглубокие могилы. Убийства проводятся всё более жестоко, в сельской местности Восточной Явы банды мусульманских фанатиков вешают головы убитых на шесты и выставляют на обозрение перед сёлами. Убийства приняли такой масштаб, что разложение трупов создаёт серьёзные санитарные проблемы в Восточной Яве и на Северной Суматре, где из-за влажного климата разлагающаяся плоть выделяет сильный запах. Путешественники, побывавшие в этих районах, сообщают, что многие малые реки и ручьи буквально завалены трупами.
Хотя считается, что убийства коммунистов в Индонезии осуществлялись по политическим мотивам, некоторые учёные считают, что эти события были обычным следствием нестабильности в обществе — часть антикоммунистических сил, ответственных за резню, была связана с преступными группировками. Прежде всего это касается «Молодёжи Панчасила», которую в Северной Суматре возглавляли известные гангстеры-преманы Эффенди Насутион и Анвар Конго. Также есть версия, что в беспорядках 1965 года сыграло свою роль массовое психическое расстройство — амок.
Большую известность получила резня коммунистов на острове Бали. 11 ноября начались столкновения между КПИ и Индонезийской национальной партией, которые закончились массовым уничтожением коммунистов и сочувствующих им лиц. Принимая во внимание то, что большинство антикоммунистических погромов было инсценировано исламистскими организациями, убийство коммунистов на Бали было объявлено делом рук индуистов. Бали стал единственным местом в стране, где армия вмешалась в ситуацию и попыталась прекратить резню.
В 60-90-х годах в концлагерях Индонезии находилось до 2 млн человек одновременно, многие из которых были арестованы после событий 30 сентября. Количество среди них коммунистов неизвестно. Одним из главных мест содержания политических противников режима Сухарто, в том числе коммунистов, стал остров Буру. К 1980 году, когда там были закрыты основные концентрационные лагеря, там отбыло наказание около 14 тысяч человек, как минимум несколько сотен из них были убиты или умерли во время заключения. Сколько среди них было членов КПИ, не уточняется
.
22 ноября Айдит был арестован и в тот же день убит.
В декабре военные объявили о том, что Ачех полностью очищен от коммунистов. Одновременно, специальный военный трибунал вынес решение о тюремном заключении для членов КПИ. 12 марта Сухарто официально объявил о запрете компартии, в апреле был запрещён союзный КПИ профцентр SOBSI.

## Партия после 1965 года
После событий 1965—1966 годов деятельность партии была парализована. В сентябре 1966 года оставшиеся члены политбюро КПИ выступили с заявлением, в которым критиковали сотрудничество компартии с режимом Сукарно. После смерти Айдита и Ньото, новым лидером партии стал Судисман, который уже в 1967 году был приговорён к смертной казни.
Некоторые коммунисты, после того, как партия была разгромлена, нашли себе убежище в Блитаре (Восточная Ява). Там было образовано новое партийное руководство, в которое вошли молодой лидер Сукатно, бывший заместитель председателя SOBSI, председатель SOBSI Мохамад Мунир, Руслан Виджаясастра, и профессор Искандар Субекти, помощник Айдита. Блитар был слаборазвитым районом, где КПИ имело большое влияние среди крестьян. Военные даже не предполагали, что компартия может оправиться после удара, нанесённого ей в 1965 году. В марте 1968 года Блитар захлестнуло насилие — местные крестьяне напали на членов партии Нахдатул Улама; это было местью за активное участие этой партии в антикоммунистической кампании. Около 60 членов Нахдатул Улама было убито, однако, скорее всего, это убийство было совершено не по прямому заказу КПИ. После этих событий военным стало известно о существовании коммунистического анклава в Блитаре и вскоре он был разгромлен. Сукатно, Мунир, Рустомо, Гато Лестарио, Руслан и Искандар Субекти были арестованы и приговорены к смертной казни.
Последний всплеск антикоммунистического террора в Индонезии пришёлся на весну—лето 1985, когда были расстреляны Мохамад Мунир, Джоко Унтунг, Гато Лестарио и Рустомо, находившиеся в заключении с 1968.
Многие коммунисты эмигрировали из страны после событий 30 сентября. Большая их часть осела в Китайской Народной Республике, где большая делегация индонезийской компартии участвовала в праздновании годовщины КНР. Другая часть партийных работников направилась в страны Восточной Европы для обучения. В эмиграции партийный аппарат продолжал функционировать, однако коммунисты были изолированы от политической жизни внутри Индонезии. На Яве в некоторых отдалённых сёлах нашли убежище коммунисты и сочувствующие им лица, которые опасались репрессий со стороны властей, они укрывались там долгое время.
К 2004 году членам КПИ по-прежнему было запрещено занимать государственные должности. К этому времени многие коммунисты вернулись на родину — во время своего президентства Абдуррахман Вахид пригласил их вернуться и предложил снять запрет на пропаганду коммунистической идеологии, наложенный при Сухарто. Требуя снятия этого запрета, Вахид ссылался на индонезийскую Конституцию 1945 года, в которой не было положений, запрещающих деятельность коммунистов. Предложение Вахида было отвергнуто многими индонезийцами, особенно членами консервативных мусульманских группировок. В апреле 2000 года в Джакарте состоялась массовая демонстрация против предложения Вахида, которую организовал Индонезийский исламский фронт. Под влиянием этой демонстрации, индонезийская армия отклонила предложение Вахида, заявив, что «всесторонне изучит» его.
В 2014 году президентом Индонезии был избран Джоко Видодо (Джокови), поддерживаемый левыми и левоцентристскими силами. Осенью 2015 появилась информация о его намерении принести официальные извинения семьям коммунистов, погибших в середине 1960-х, что открывало возможность вновь поставить вопрос о легализации КПИ. Это вызвало резкие протесты правых сил, прежде всего армейских кругов и мусульманских организаций. 1 октября 2015 Джокови опроверг слухи о предстоящих извинениях.
После избрания Джокови крайне правые организации Антикоммунистический альянс и Антикоммунистический фронт Индонезии (FAKI) опубликовали воззвания с призывом не допустить легализации КПИ и организовали ряд антикоммунистических мероприятий. Лидер FAKI Бурхануддин ЗР (активный участник резни 1965—1966, получивший с тех пор прозвище Бурхан Топор) заявил, что применит все средства против реанимации коммунизма.

## Съезды партии
- 1-й съезд — май 1920, Семаранг;
- 2-й съезд — июнь 1924, Джакарта;
- 3-й съезд — декабрь 1924, Котагеде (близ Джокьякарты);
- 4-й съезд — январь 1947, Соло;
- 5-й съезд — март 1954, Джакарта;
- 6-й съезд — сентябрь 1959, Джакарта;
- 7-й съезд — апрель 1962, Джакарта.